# Thuidium pellucinerve
Thuidium pellucinerve là một loài Rêu trong họ Thuidiaceae. Loài này được (Mitt.) Paris miêu tả khoa học đầu tiên năm 1906.